# Andrew Ketterley
Andrew Ketterley, conocido también como el  tío Andrew, es un personaje ficticio de la saga de libros creada por C. S. Lewis, Las crónicas de Narnia, que aparece por única vez en el libro El sobrino del mago. 
Es el tío de Digory Kirke, uno de los protagonistas del libro. Si bien nunca se da una descripción concisa del tío Andrew Ketterley, se entiende que raya en el estilo de científico loco. Al parecer tiene problemas con el alcohol y admira demasiado a Jadis, aunque ésta lo trató muy mal cuando lo conoció.

## Historia

### En la Tierra
Dice ser ahijado de una bruja buena, la señora Lefay, quien antes de morir le dio una caja con la condición de que nunca la abriera y que la quemara. Ignorando la exigencia, abrió la caja y encontró un fino polvo adentro, supuestamente proveniente de la Atlántida. A partir de este material inventó unos anillos amarillos, capaces de hacer desaparecer al ser que los tocara y llevarlo a "algún lado", luego, al tocar otros anillos de color verde, el viajero podía regresar al lugar de donde partió. Al principio, el tío Andrew los probaba con conejillos de indias. Luego tuvo la oportunidad de probarlos con humanos, y lo hizo con Digory Kirke, su sobrino, y Polly Plummer, amiga de su sobrino. Estando en el Bosque entre los Mundos, los niños entran al mundo de Charn y despiertan a la maligna reina Jadis, quien viaja con ellos de regreso a la Tierra.
Jadis insiste que el tío Andrew es un poderoso mago-rey. La reina le hace conseguirle un transporte que acostumbre a utilizar la nobleza, y él le consigue un cabriolé. Ella despedaza el cabriolé y luego, con ayuda de Digory desaparece y va de regreso al Bosque entre los Mundos.

### En Narnia
El tío Andrew entra sin querer en Narnia, junto al cochero (dueño del cabriolé) y el caballo del cabriolé, cuyo nombre es "Fresón". Y justamente cuando entran, Aslan está entonando una melodía con la que Narnia está naciendo. A medida que canta, aparecen las estrellas y el sol; el valle se llena de hierba verde que asciende por las faldas de las colinas, y muy pronto hay otras cosas. El tío Andrew expresa su deseo de hacer dinero con Narnia.
Cuando él ve a Aslan y a los animales narnianos, no puede creer que ellos hablen y sólo oye gruñidos, con los que se aterroriza y se llena de pavor. Los curiosos animales se acercan al tío Andrew pensando que él podría ser una criatura malvada y él se asusta aún más. Loa animales no entienden lo que el tío Andrew les dice y, después de discutirlo, acaban concluyendo que es una especie de lechuga y lo entierran hasta las rodillas en el suelo, donde una elefanta lo riega con su trompa. Luego se dan cuenta de que es un ser vivo y lo encierran en un corral. Las ardillas, muy amables, le lanzan nueces, un oso le lanza una colmena en la cara, y otros le ponen cardos en el corral. Luego, los animales lo toman como si fuera su mascota y le llaman Coñac, porque esa era la única palabra que de él entienden. Más tarde, le piden a Aslan quedárselo, pero él no se los permite y lo pone a dormir.
Después de lo ocurrido con Digory, Polly y Alado, él regresa a la Tierra junto a su sobrino y la amiga de él. Se despierta y piensa que todo es un sueño, mas nunca olvida a Jadis. Y cada vez que le preguntan de la extraña mujer él acostumbra a decir: "Tenía un genio terrible, pero era una mujer magnífica, sí señor, una mujer magnífica".
- Datos: Q6321887